# Jamie Bell
Andrew James Matfin "Jamie" Bell, född 14 mars 1986 i Billingham i Stockton-on-Tees, är en brittisk skådespelare. Han slog igenom som 14-åring i rollen som Billy Elliot i filmen med samma namn från år 2000.
Jamie Bell är son till dansaren Eileen Matfin och hantverkaren John Bell; modern var bara 16 år då han föddes. 
År 2012 gifte sig Bell med skådespelaren Evan Rachel Wood som han lärt känna 2005. År 2013 föddes parets första son. Paret separerade 2014. 2017 gifte han sig med sin Fantastic Four-motspelare Kate Mara. Makarna har ett barn.

## Filmografi
- 2000 – Billy Elliot
- 2002 – Nicholas Nickleby
- 2002 – Deathwatch
- 2004 – Undertow
- 2005 – Dear Wendy
- 2005 – King Kong
- 2005 – The Chumscrubber
- 2006 – Flags of Our Fathers
- 2007 – Hallam Foe
- 2008 – Jumper
- 2008 – Defiance
- 2011 – The Eagle
- 2011 – Jane Eyre
- 2011 – Tintins äventyr: Enhörningens hemlighet
- 2012 – Man on a Ledge
- 2013 – Snowpiercer
- 2013 – Nymphomaniac
- 2014 – Turn (TV-serie)
- 2015 – Fantastic Four
- 2016 – 6 Days
- 2019 – Rocketman

### Musikvideor
Bell medverkade i Green Day's musikvideo Wake Me Up When September Ends.